# 比纳尔维尔
比纳尔维尔（法語：Binarville，法語發音：[binaʁvil]）是法国马恩省的一个市镇，属于香槟沙隆区。

## 地理
比纳尔维尔（49°14'23"N, 4°53'38"E）面积16.61 平方千米，位于法国大東部大區马恩省，该省份为法国东北部内陆省份，北起阿登省，西北接埃纳省，西南接塞纳-马恩省，南至奥布省，东南接上马恩省，东临默兹省。
与比纳尔维尔接壤的市镇（或旧市镇、城区）包括：阿普勒蒙、沙泰勒谢埃里、孔代莱索特里、朗松、塞尔翁-梅尔济库尔、维埃纳堡。

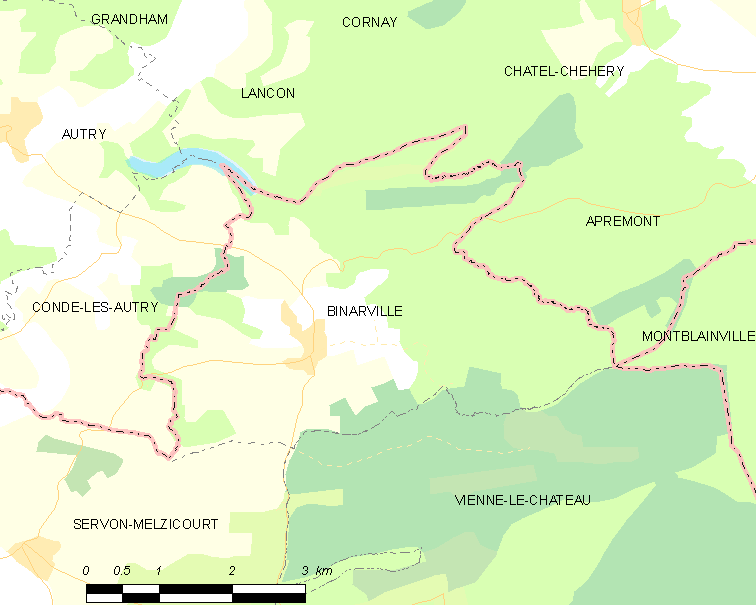
比纳尔维尔的OSM定位图

比纳尔维尔的时区为UTC+01:00、UTC+02:00（夏令时）。

## 行政
比纳尔维尔的邮政编码为51800，INSEE市镇编码为51062。

## 政治
比纳尔维尔所属的省级选区为阿戈讷-叙普-韦勒县。

## 人口

1962-2008年间比纳尔维尔人口变化图示

比纳尔维尔于2022年1月1日时的人口数量为87人。